# Binibeca Nuevo
Binibeca Nou (o Binibèquer Nou, en catalán) es un núcleo de población eminentemente turístico perteneciente al término municipal de San Luis en la isla de Menorca, España. Dista 5 km de San Luis y 8 km de la capital, Mahón.
Consta de:
- Playa de Binibeca, alrededor de la cual hay chalets y casas turísticas.
- Cala (pequeña bahía o ensenada) llamada Cala Torret, que tiene un conjunto de apartamentos, comercios y locales de restauración.

Está situado al sureste de la isla, entre Binibeca Viejo y Biniancolla, de izquierda a derecha.

## Enlaces
- Binibeca Tourist information (en inglés)

- Datos: Q105888692